# Julön
Denna artikel handlar om Julön i Indiska oceanen. För Julön i Stilla havet, se Kiritimati. 
Uppslagsordet ”Christmas Island” leder hit.  För andra betydelser, se Christmas Island (olika betydelser).

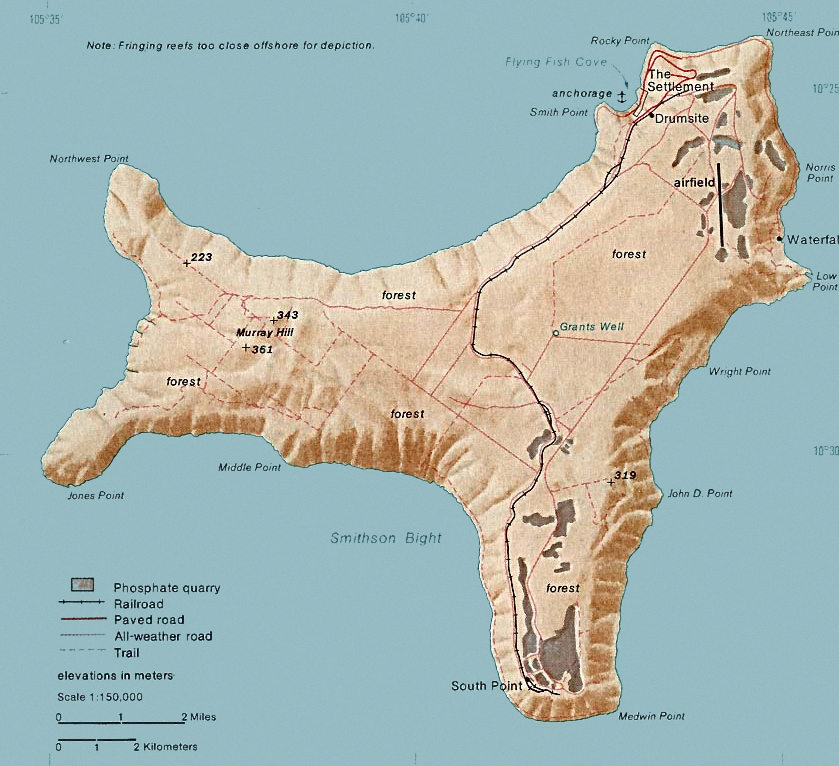
Julön, karta ritad av CIA 1976

Julön (engelska: Christmas Island) är en ö i östra delen av Indiska oceanen. Ön är 135 km² och har cirka 2 200 invånare, är ett australiskt territorium och belägen 360 km sydväst om Java och 1 290 km nordväst om Australien. Julön upptäcktes den 25 december 1643 av sjöfarare från Brittiska Ostindiska Kompaniet.
Huvudort på ön är Flying Fish Cove, även kallad The Settlement.
Man bröt länge fosfat på ön som ursprungligen skapats från döda havsorganismer.

## Historia

### Upptäckt
Första nedskrivna information om öns existens är från 1615, men det var William Mynors, kapten på Royal Mary, en segelskuta tillhörande Brittiska Ostindiska Kompaniet som namngav ön när han seglade förbi den på juldagen, år 1643. Första antecknade landstigningen ägde rum 1688.

### Japanska invasionen
Efter krigsutbrottet i Sydostasien år 1941 var Julön ett strategiskt mål för japansk ockupation på grund av dess stora fosfattillgångar. Den första attacken genomfördes den 20 januari 1942 av den japanska ubåten I-59, som torpederade det norska lastfartyget M/S Eidsvold. Fartyget drev och sjönk så småningom utanför West White Beach. De flesta av de europeiska och asiatiska anställda och deras familjer evakuerades till Perth. I slutet av februari och början av mars 1942 utförde japanska skepp ytterligare två attacker på ön.

### Överföring till Australien
På Australiens begäran överfördes Julön från Storbritannien till Australien 1957. Australien betalade Singapores regering £2,9 miljoner i kompensation för det uppskattade fosfatvärdet som Singapore gick miste om vid överföringen.

## Geografi

### Klimat
Klimatet är tropiskt. Värme och luftfuktighet styrs av passadvindarna.
|                                            | Jan   | Feb   | Mar   | Apr   | Maj   | Jun   | Jul  | Aug  | Sep  | Okt  | Nov   | Dec   |
| ------------------------------------------ | ----- | ----- | ----- | ----- | ----- | ----- | ---- | ---- | ---- | ---- | ----- | ----- |
| Normaldygnets maximitemperaturs medelvärde | 27,9  | 27,9  | 28,2  | 28,2  | 27,8  | 27,0  | 26,2 | 26,0 | 26,2 | 26,8 | 27,2  | 27,7  |
| Normaldygnets minimitemperaturs medelvärde | 22,6  | 22,6  | 23,0  | 23,5  | 23,8  | 23,2  | 22,5 | 22,2 | 22,2 | 22,6 | 22,8  | 22,5  |
|                                            |       |       |       |       |       |       |      |      |      |      |       |       |
| Nederbörd                                  | 293,6 | 348,4 | 290,9 | 221,8 | 176,7 | 155,8 | 96,9 | 43,1 | 45,9 | 67,3 | 148,1 | 210,7 |

| Diagram | temperaturer i °C • månadsnederbörd i mm • Källa: Australian Bureau of Meteorology | temperaturer i °C • månadsnederbörd i mm • Källa: Australian Bureau of Meteorology | temperaturer i °C • månadsnederbörd i mm • Källa: Australian Bureau of Meteorology | temperaturer i °C • månadsnederbörd i mm • Källa: Australian Bureau of Meteorology | temperaturer i °C • månadsnederbörd i mm • Källa: Australian Bureau of Meteorology | temperaturer i °C • månadsnederbörd i mm • Källa: Australian Bureau of Meteorology | temperaturer i °C • månadsnederbörd i mm • Källa: Australian Bureau of Meteorology | temperaturer i °C • månadsnederbörd i mm • Källa: Australian Bureau of Meteorology | temperaturer i °C • månadsnederbörd i mm • Källa: Australian Bureau of Meteorology | temperaturer i °C • månadsnederbörd i mm • Källa: Australian Bureau of Meteorology | temperaturer i °C • månadsnederbörd i mm • Källa: Australian Bureau of Meteorology | temperaturer i °C • månadsnederbörd i mm • Källa: Australian Bureau of Meteorology |
|         | 294 28 23                                                                          | 348 28 23                                                                          | 291 28 23                                                                          | 222 28 24                                                                          | 177 28 24                                                                          | 156 27 23                                                                          | 97 26 23                                                                           | 43 26 22                                                                           | 46 26 22                                                                           | 67 27 23                                                                           | 148 27 23                                                                          | 211 28 23                                                                          |

### Flora och fauna
63 procent av öns yta utgörs idag av Julöns nationalpark, ett område som domineras av regnskog. På grund av öns isolerade geografiska läge och den minimala mänskliga påverkan på ön förekommer en hög endemism av flora och fauna. Hela 254 arter av växt- och djurliv förekommer endast på Julön. På ön häckar varje år cirka 80 000 sjöfåglar, däribland den endemiska Julöfregattfågeln.
Påfallande är dessutom det stora antalet landkrabbor på ön med ungefär 20 olika arter. Arten Gecarcoidea natalis har till exempel en population av cirka 45 miljoner individer.
Öns ursprungliga däggdjursfauna är starkt hotad i beståndet eller redan utdöd. Två arter av råttor, Rattus macleari och Rattus nativitatis, försvann på ön efter att svartråttan och husmusen introducerades. Av tre endemiska arter eller underarter (Pipistrellus tenuis murrayi [en fladdermus], Crocidura trichura [en näbbmus], Pteropus melanotus natalis [en flyghund]) finns bara mindre populationer kvar.

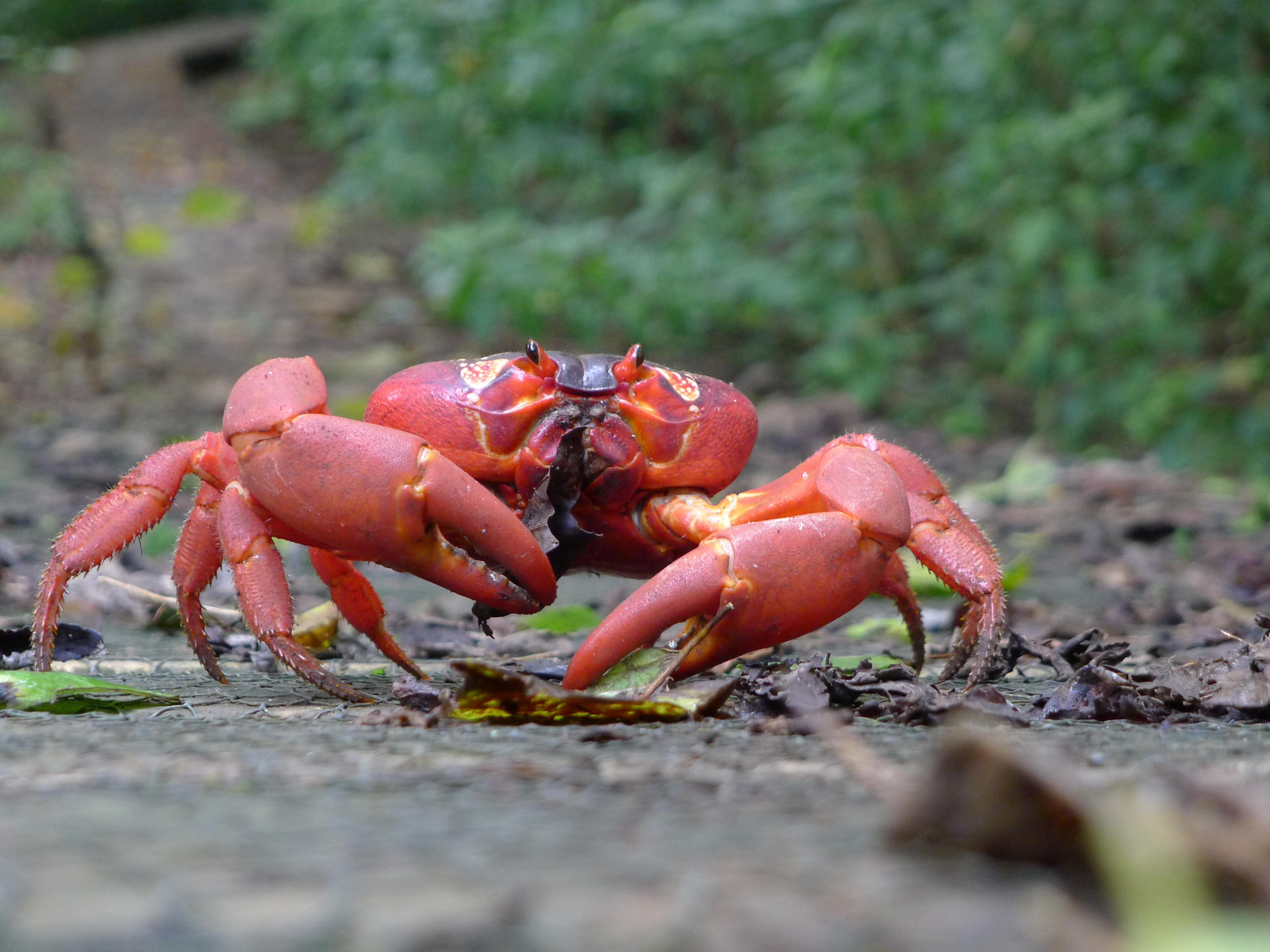
Gecarcoidea natalis, Röd krabba
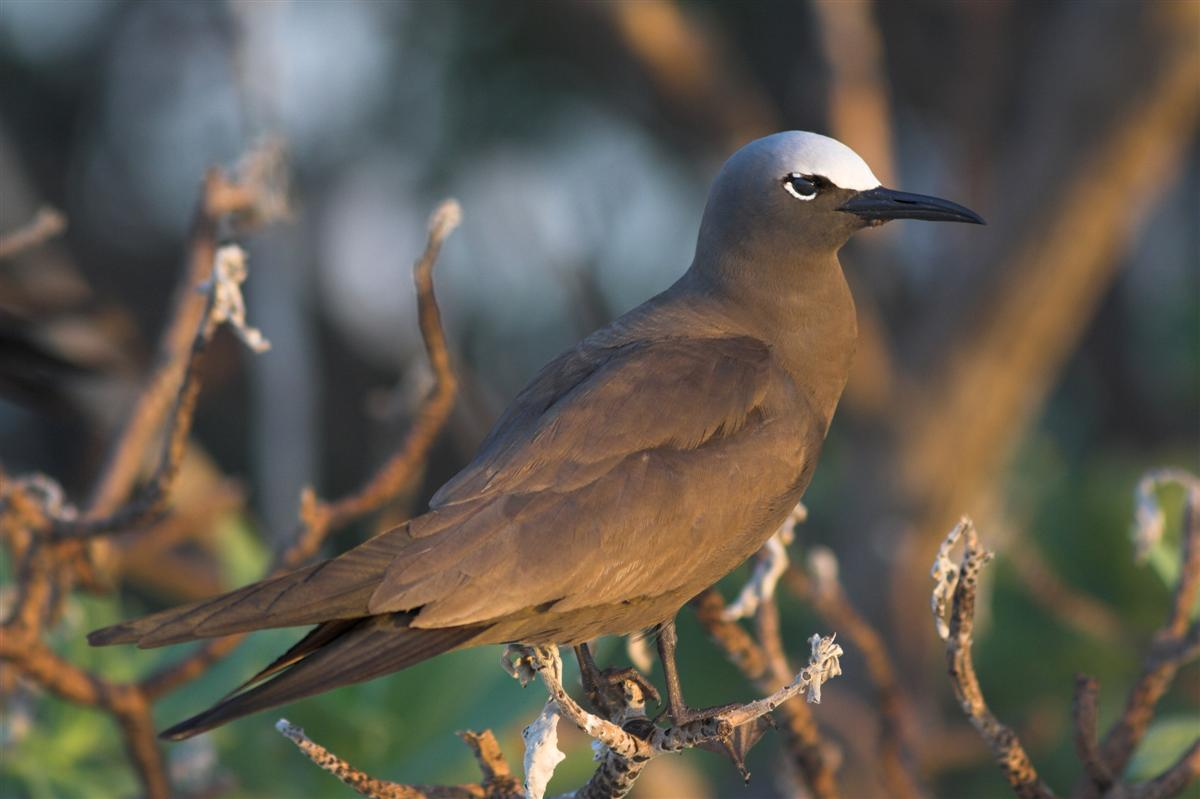
Brun noddy
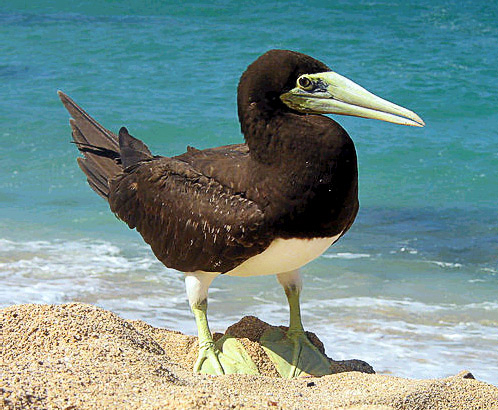
Brunsula

## Ekonomi och infrastruktur
Fosfatbrytning var den enda betydande ekonomiska aktiviteten, men i december 1987 stängde den australiensiska regeringen gruvan. År 1991 var gruvan åter i drift av ett konsortium som inkluderade många av de före detta gruvarbetarna, nu som aktieägare.
Med ekonomiskt stöd av regeringen öppnades Christmas Island Casino and Resort 1993, men stängdes efter bara några års drift år 1998.

### Frimärken
Ett postkontor öppnades på ön år 1901 och sålde frimärken från Straits Settlements.
Efter den japanska ockupationen (1942–1945) togs frimärken från den brittiska militära administrationen i brittiska Malaya i bruk, med Singapore-stämplar.
År 1958 fick ön sina egna frimärken efter att ha satts under Australiens förvaltning. Den hade ett stort filatelistiskt och postalt oberoende, administrerat först av fosfatkommissionen (1958-1969) och därefter av öns regering (1969-1993). Detta avslutades den 2 mars 1993, då Australia Post blev öns postoperatör. Frimärken från Julön kan användas i Australien och vice versa.

### Transporter
Det går två flygningar per vecka till Julöns flygplats från Perth (via RAAF Learmonth) samt en gång i veckan från Malaysia med Malaysia Airlines.

## Demografi
Befolkningen uppgår till ca 2200 personer. Det är ca 70% kineser, ca 20% av europeiskt ursprung och ca 10% malajer.